# Mémoires de la Société Linnéenne de Normandie
Mémoires de la Société Linnéenne de Normandie (abreviado Mém. Soc. Linn. Normandie) fue una revista ilustrada con descripciones botánicas que fue editada en Francia. Se publicó desde 1827 hasta 1924. Fue precedida por la Mém. Soc. Linn. Calvados y reemplazada por la Mémoires de la Société Linnéenne de Normandie. Botanique